# チョーキング

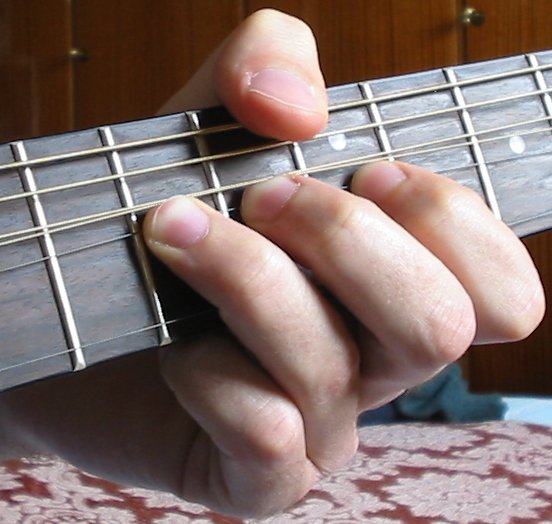
チョーキング

チョーキング（英: bending）とは弦を弾いた後に押弦している指で弦を押し上げ、無段階に音の高さを変えるギターの演奏技法である。ただし、英語表現では「ピッチベンド」という意味でベンディングと呼ばれ、「絞める」という意味のチョーキングという言葉は使われない。この言葉が用いられるのは日本のみである。

## 概要
音色に効果を与える奏法としてクラシックギターの時代から用いられてはいたが、広く認知され用いられるようになったのは20世紀以降である。
現在のような奏法の源流は、ブルース音楽のギタリスト達が、ジャズバンドにおける管楽器のピッチベンド奏法を模して使いだしてからと言われている。太い弦を使用する時代から存在した奏法だが、太い弦でのチョーキングは、指にかなり強めの力を必要とし、自在にチョーキングができるギタリストは皆無であった。1960年代に張力の弱い細い弦（ライト・ゲージ弦）が普及し、指への負担が軽減されたことから、以降一般的な奏法として認知されるようになった。ブルースのみならずカントリー、ロック等のポップミュージックで広く用いられている。
なお、同様の技法は、フレットもしくはそれに類する仕組みを持った弦楽器にも用いられており、例えばシタールのミンドはチョーキングに極めて近い奏法である。また、箏の「押し手」の技法は弦を引っ張る方向こそ違えど原理は全く同じである。

## 解説

### 単音チョーキング
- 1音チョーキング
  - 通常のチョーキング。人差し指の付け根の関節を支点にしたてこの原理を移用して1音分（長2度）音程を上げる。楽譜ではCで表示される。チョーキング後にピッキング・ハーモニクスやタッチ・ハーモニクスを行うなど、広く応用のきく奏法でもある。
- 半音チョーキング
  - 半音分（短2度）音程を上げる奏法。楽譜ではH.Cで表示される。
- 1音半チョーキング
  - 1音半分（短3度）音程を上げる奏法。楽譜では1H.Cで表示される。
- 2音チョーキング
  - 2音分（長3度）音程を上げる奏法。楽譜では2Cで表示される。これの他に2音半（完全4度）2H.C、3音（増4度）3C音程を上げるものもある。
- クウォーター・チョーキング
  - 半音に満たない程度の音程を上げる奏法。楽譜ではQ.Cで表示される。必ずしもクウォーター（1/4）の音程である必要は無い。

### ダブル・チョーキング
- ダブル・ベンド
  - 2本以上の弦を同時に音程を上げる奏法、上げる音程が指定されることもある。この奏法のことをダブル・チョーキングと呼ぶこともある。
- ハーモナイズド・チョーキング
  - 音程を上げる弦と上げない弦を同時に発音し、和音を作る奏法。楽譜に表示される記号は無いが、この奏法だとわかるように示されている。
- ユニゾン・チョーキング
  - 音程を上げる弦と上げない弦を同時に発音し、2つの音を同じ音程にする奏法。ハーモナイズド・チョーキングと同じく、楽譜に表示される記号は無いが、この奏法だとわかるように示されている。

### その他
- チョーク・アップ
  - チョーキングした状態で音を出す奏法。音程を上げる過程の音は入れない。楽譜ではU、H.U、1H.U、2Uで表示され、それぞれ1音、半音、1音半、2音を示す。
- チョーク・ダウン
  - チョーキングした音を元に戻し、音程を下げる奏法。楽譜ではDで表示され、下げる音程は指定されない。
- ポルタメント・チョーキング
  - ゆっくりと音程を上げるチョーキング。楽譜ではPort.○○で表示される。
- ヴィブラート
  - チョーキングとチョーク・ダウンを繰り返し音を揺らす奏法、エレキギターにおいて一般的なヴィブラートの方法である[2]。楽譜では波線で表示される。
- チョーキング・ヴィブラート
  - チョーキングした状態でヴィブラートを行う奏法。
- スティールギター・リック
  - チョーキングする弦とチョーキングしない弦をコードとして同時に発音、あるいはメロディの一部として弦ごとに発音することによって、ペダルスティールギターのようなフレーズと音色を得るテクニック。主にカントリーミュージックで多用される。